# Campinas Esporte Clube (Mato Grosso)
Campinas Esporte Clube foi uma agremiação esportiva da cidade de Cuiabá, Mato Grosso.

## História
O Tricolor Cuiabano foi fundado no dia 10 de Janeiro de 1954 e disputou o Campeonato Mato-Grossense de Futebol em 10 edições. Sua primeira competição oficial foi o Torneio de Cuiabá de 1956. No mesmo ano conquistou o seu primeiro título, o Campeonato Cuiabano de 1956.

## Estatísticas

### Participações
| Competição  | Competição                | Temporadas | Melhor campanha    | Estreia | Última | P | R |
| Mato Grosso | Campeonato Mato-Grossense | 10         | 5º colocado (1958) | 1956    | 1965   | – | – |